# 伊志嶺忠
伊志嶺 忠（いしみね ただし、1985年6月22日 - ）は、沖縄県中頭郡北谷町出身の元プロ野球選手（捕手）。右投左打。

## 経歴

### プロ入り前
出身地は北谷町とされているが、隣接する宜野湾市で生まれ、幼少時に北谷町に転居した。小学3年時から内野手として「北谷ライオンズ（現在の北玉ライオンズ）」で野球を始めると、北谷町立桑江中学校1年時の途中から捕手に転向した。
沖縄県立北谷高等学校への進学後は、一時外野手を務めたが、主に「捕手・3番打者」としてプレー。在学中は春夏とも阪神甲子園球場での全国大会へ出場できなかったが、対外試合で通算35本塁打を記録した。高校の同級生に歌手の伊禮麻乃やORANGE RANGEのRYOがいる。
東京情報大学への進学後は、千葉県大学野球のリーグ戦で、1年時から4番打者と正捕手を任されていた。在学中は、1年秋、2年秋、4年秋にリーグ優勝を経験し、1年春、2年春・秋、3年秋には捕手としてベストナインに選出。通算で13本塁打を放った。3年の秋季リーグ戦では、打率割25、4本塁打、18打点という成績で三冠王になっている。大学の先輩にプロでもチームメイトとなる西村弥がいる。
大学4年時には、右手を骨折した影響で公式戦にはほとんど出場できなかった。しかし、2007年のNPB大学生・社会人ドラフト会議で、東北楽天ゴールデンイーグルスから3巡目で指名。契約金7,500万円、年俸1,200万円（金額は推定）という条件で入団した。背番号は48で、指名の直後には、当時編成部長を務めていた山下大輔から「（正捕手の）嶋基宏と2人揃えば、向こう10年間は捕手に心配がない」と評価された。

### 楽天時代
2008年には、7月29日の対千葉ロッテマリーンズ戦（千葉マリンスタジアム）で「8番・捕手」としてスタメンで一軍公式戦にデビュー。同期入団の長谷部康平とバッテリーを組み、フル出場も果たした。しかし、打撃面では3打数無安打に終わり、長谷部が7失点で降板するなど、リード面でも8失点を喫した。一軍公式戦への出場はこの試合だけだったが、イースタン・リーグの公式戦には、チーム最多の70試合に出場。出場機会を増やすべく外野手としても起用されながら、チームトップの34打点とチーム3位の5本塁打を記録した。
2009年には、春季キャンプから一軍へ帯同。オープン戦の最終カードだった3月29日の対中日ドラゴンズ戦では、同点で迎えた8回表に代打へ起用されると、平井正史から決勝の2点本塁打を放った。この本塁打を背景に「打てる捕手」として開幕一軍入りを果たすと、4月5日の対北海道日本ハムファイターズ戦（札幌ドーム）8回表2死に、建山義紀から代打で一軍公式戦初安打を放った。一軍公式戦全体では11試合に出場したが、打率は.167（12打数2安打）にとどまった。
2010年には、一軍公式戦への出場が2試合にとどまった。
2011年には、嶋に次ぐ2番手捕手の座を確立。一軍公式戦では、新人の塩見貴洋と主にバッテリーを組みながら、33試合の出場で打率.254を記録した。
2012年には、小山桂司や岡島豪郎が台頭した影響で、一軍公式戦への出場試合数は前年の1/3（11試合）にまで減少。しかも、捕手として出場した試合で負けることが多かった。
2013年には、チーム内の捕手から、嶋と共にレギュラーシーズンを一軍で迎える。岡島と入れ替わる格好で5月3日から出場選手登録をいったん抹消されたが、岡島が7月から右翼手としてレギュラーに定着したことなどから、8月11日付で再び登録された。9月19日の対福岡ソフトバンクホークス戦（クリネックススタジアム宮城）では、同点で迎えた9回裏の打席で、一軍公式戦では自身初のサヨナラ安打。スタメンマスクを任された9月23日の対日本ハム戦（札幌ドーム）では、一軍公式戦初本塁打を放ち、一軍公式戦初先発の新人・宮川将をシーズン2勝目に導いた。一軍公式戦への出場こそ19試合だったが、レギュラーシーズンの終盤には上記のようにスタメンマスクをかぶった試合の随所でチームの勝利に貢献。チームはパシフィック・リーグ初優勝からポストシーズンを経て日本シリーズ制覇したが、伊志嶺は日本シリーズの出場資格者名簿に名を連ねながら、ポストシーズンの試合に出場できなかった。
2014年には、一軍公式戦11試合に出場したが、打率が.091（22打数2安打）にとどまるなど精彩を欠いた。
2015年には、公式戦の開幕を一軍で迎えたが、一軍公式戦5試合の出場のみで5月13日に出場選手登録を抹消。後に一軍へ復帰すると、6月3日の対東京ヤクルトスワローズ戦（明治神宮野球場）では、「6番・一塁手」としてのスタメン起用で2安打を放った。6月12日の対中日ドラゴンズ戦（楽天Koboスタジアム宮城）でも一塁手に起用され、岩田慎司から自身2年振りの本塁打をマーク。しかし、後に一塁の守備で負傷したため、翌6月13日に登録を再び抹消された。再々登録後の7月22日には、札幌ドームの対日本ハム戦に左翼手としてスタメンで起用。浦野博司から3点本塁打を放っている。一軍公式戦全体では、自己最多の54試合に出場し、打撃面で自己最高の成績（打率.241、3本塁打、14打点）を記録。捕手としての出場は14試合だったが、15試合で外野（左翼）、12試合で一塁の守備に就いた。
2016年には、一軍公式戦への出場試合数が前年から半減（27試合）。守備に就いたのは捕手（22試合）のみで、打率.167（18打数3安打）、1打点と低迷した。
2017年には、一軍公式戦14試合の出場で、1安打を放っただけでシーズンを終えた。
2018年には、入団以来初めて一軍公式戦への出場機会がなく、イースタン・リーグ公式戦でも81試合の出場で打率.195、3本塁打、18打点という成績にとどまった。同期入団の聖澤諒などと共に、10月29日付で球団から戦力外通告を受けたことを機に現役を引退した。11月23日に楽天生命パークで催されたファン感謝祭の中で、伊志嶺と聖澤の引退セレモニーが実施された。

### 現役引退後
楽天球団のスタッフとして、2019年1月5日付で、チーム運営部チーム運営グループに配属。同年シーズンからは、ブルペン捕手としてチームに帯同する。

## 選手としての特徴・人物
強肩強打の捕手。本職である捕手の他、外野手と一塁手もこなせる。打撃ではパンチ力が魅力。
愛称は「ターシー」、また楽天の監督を務めた星野仙一からは出身地の沖縄にちなんで「シーサー」と呼ばれている。
楽天ではムードメーカー的存在であり、2012年4月17日の千葉ロッテマリーンズ戦が雨天中止となった際には清田育宏と共に水しぶきを浴びながらヘッドスライディングを行うパフォーマンスを披露している。

## 詳細情報

### 年度別打撃成績
| 年 度      | 球 団      | 試 合 | 打 席 | 打 数 | 得 点 | 安 打 | 二 塁 打 | 三 塁 打 | 本 塁 打 | 塁 打 | 打 点 | 盗 塁 | 盗 塁 死 | 犠 打 | 犠 飛 | 四 球 | 敬 遠 | 死 球 | 三 振 | 併 殺 打 | 打 率 | 出 塁 率 | 長 打 率 | O P S |
| ---------- | ---------- | ----- | ----- | ----- | ----- | ----- | -------- | -------- | -------- | ----- | ----- | ----- | -------- | ----- | ----- | ----- | ----- | ----- | ----- | -------- | ----- | -------- | -------- | ----- |
| 2008       | 楽天       | 1     | 3     | 3     | 0     | 0     | 0        | 0        | 0        | 0     | 0     | 0     | 0        | 0     | 0     | 0     | 0     | 0     | 1     | 0        | .000  | .000     | .000     | .000  |
| 2009       | 楽天       | 11    | 14    | 12    | 0     | 2     | 0        | 0        | 0        | 2     | 0     | 0     | 0        | 0     | 0     | 2     | 0     | 0     | 5     | 0        | .167  | .286     | .167     | .452  |
| 2010       | 楽天       | 2     | 4     | 4     | 0     | 0     | 0        | 0        | 0        | 0     | 0     | 0     | 0        | 0     | 0     | 0     | 0     | 0     | 1     | 0        | .000  | .000     | .000     | .000  |
| 2011       | 楽天       | 33    | 73    | 67    | 7     | 17    | 5        | 0        | 0        | 22    | 7     | 1     | 1        | 2     | 0     | 4     | 0     | 0     | 19    | 0        | .254  | .296     | .328     | .624  |
| 2012       | 楽天       | 11    | 28    | 24    | 3     | 4     | 1        | 0        | 0        | 5     | 1     | 0     | 0        | 1     | 0     | 3     | 0     | 0     | 5     | 0        | .167  | .259     | .208     | .468  |
| 2013       | 楽天       | 19    | 35    | 32    | 2     | 4     | 0        | 0        | 1        | 7     | 6     | 0     | 0        | 1     | 2     | 0     | 0     | 0     | 8     | 0        | .125  | .118     | .219     | .336  |
| 2014       | 楽天       | 14    | 25    | 22    | 0     | 2     | 0        | 0        | 0        | 2     | 0     | 0     | 1        | 1     | 0     | 2     | 0     | 0     | 6     | 0        | .091  | .167     | .091     | .258  |
| 2015       | 楽天       | 54    | 149   | 133   | 13    | 32    | 5        | 0        | 3        | 46    | 14    | 0     | 1        | 3     | 0     | 12    | 0     | 1     | 36    | 2        | .241  | .308     | .346     | .654  |
| 2016       | 楽天       | 27    | 22    | 18    | 0     | 3     | 0        | 0        | 0        | 3     | 1     | 0     | 1        | 2     | 1     | 1     | 1     | 0     | 4     | 0        | .167  | .200     | .167     | .367  |
| 2017       | 楽天       | 14    | 14    | 14    | 0     | 1     | 1        | 0        | 0        | 2     | 0     | 0     | 0        | 0     | 0     | 0     | 0     | 0     | 7     | 0        | .071  | .071     | .143     | .214  |
| 通算：10年 | 通算：10年 | 186   | 367   | 329   | 25    | 65    | 12       | 0        | 4        | 89    | 29    | 1     | 4        | 10    | 3     | 24    | 1     | 1     | 92    | 2        | .198  | .252     | .271     | .523  |

### 年度別守備成績
| 年 度 | 球 団 | 捕手  | 捕手  | 捕手  | 捕手  | 捕手  | 捕手  | 捕手     | 捕手     | 捕手     | 捕手     | 捕手     | 一塁  | 一塁  | 一塁  | 一塁  | 一塁  | 一塁     | 外野  | 外野  | 外野  | 外野  | 外野  | 外野     |
| 年 度 | 球 団 | 試 合 | 刺 殺 | 捕 殺 | 失 策 | 併 殺 | 捕 逸 | 守 備 率 | 企 図 数 | 許 盗 塁 | 盗 塁 刺 | 阻 止 率 | 試 合 | 刺 殺 | 補 殺 | 失 策 | 併 殺 | 守 備 率 | 試 合 | 刺 殺 | 補 殺 | 失 策 | 併 殺 | 守 備 率 |
| ----- | ----- | ----- | ----- | ----- | ----- | ----- | ----- | -------- | -------- | -------- | -------- | -------- | ----- | ----- | ----- | ----- | ----- | -------- | ----- | ----- | ----- | ----- | ----- | -------- |
| 2008  | 楽天  | 1     | 6     | 1     | 0     | 0     | 1     | 1.000    | 0        | 0        | 0        | .000     | -     | -     | -     | -     | -     | -        | -     | -     | -     | -     | -     | -        |
| 2009  | 楽天  | 6     | 19    | 1     | 0     | 0     | 0     | 1.000    | 2        | 2        | 0        | .000     | -     | -     | -     | -     | -     | -        | -     | -     | -     | -     | -     | -        |
| 2010  | 楽天  | 2     | 12    | 0     | 1     | 0     | 0     | .923     | 0        | 0        | 0        | -        | -     | -     | -     | -     | -     | -        | -     | -     | -     | -     | -     | -        |
| 2011  | 楽天  | 31    | 121   | 13    | 4     | 0     | 1     | .971     | 10       | 9        | 1        | .100     | -     | -     | -     | -     | -     | -        | -     | -     | -     | -     | -     | -        |
| 2012  | 楽天  | 11    | 53    | 3     | 0     | 0     | 0     | 1.000    | 11       | 9        | 2        | .182     | -     | -     | -     | -     | -     | -        | -     | -     | -     | -     | -     | -        |
| 2013  | 楽天  | 19    | 59    | 10    | 1     | 1     | 0     | .998     | 9        | 7        | 2        | .222     | -     | -     | -     | -     | -     | -        | -     | -     | -     | -     | -     | -        |
| 2014  | 楽天  | 14    | 34    | 6     | 0     | 2     | 0     | 1.000    | 7        | 4        | 3        | .429     | -     | -     | -     | -     | -     | -        | -     | -     | -     | -     | -     | -        |
| 2015  | 楽天  | 14    | 59    | 2     | 1     | 0     | 1     | .984     | 6        | 5        | 1        | .167     | 12    | 95    | 5     | 1     | 5     | .990     | 15    | 35    | 1     | 0     | 0     | 1.000    |
| 2016  | 楽天  | 22    | 31    | 1     | 0     | 0     | 1     | 1.000    | 2        | 2        | 0        | .000     | -     | -     | -     | -     | -     | -        | -     | -     | -     | -     | -     | -        |
| 2017  | 楽天  | 12    | 19    | 2     | 0     | 0     | 0     | 1.000    | 1        | 1        | 0        | .000     | -     | -     | -     | -     | -     | -        | -     | -     | -     | -     | -     | -        |
| 通算  | 通算  | 132   | 348   | 39    | 7     | 3     | 4     | .982     | 48       | 39       | 9        | .188     | 12    | 95    | 5     | 1     | 5     | .990     | 15    | 35    | 1     | 0     | 0     | 1.000    |

### 記録
- 初出場・初先発出場：2008年7月29日、対千葉ロッテマリーンズ16回戦（千葉マリンスタジアム）、8番・捕手で先発出場
- 初打席：同上、2回表に小林宏之から二塁ゴロ
- 初安打：2009年4月5日、対北海道日本ハムファイターズ3回戦（札幌ドーム）、8回表に藤井彰人の代打で出場、建山義紀から中前安打
- 初打点：2011年6月5日、対東京ヤクルトスワローズ3回戦（明治神宮野球場）、9回表に小野寺力から右前適時打
- 初盗塁：2011年8月26日、対福岡ソフトバンクホークス19回戦（日本製紙クリネックススタジアム宮城）、5回裏に二盗（投手：岩嵜翔、捕手：山崎勝己）
- 初本塁打：2013年9月23日、対北海道日本ハムファイターズ23回戦（札幌ドーム）、6回表に多田野数人から右越ソロ

### 背番号
- 48 （2008年 - 2018年）
- 107 （2019年 - ）

### 登場曲
- 「Love In This Club」Usher（2009年 - 2018年）